# Jangga Toruan
Jangga Toruan is een bestuurslaag in het regentschap Toba Samosir van de provincie Noord-Sumatra, Indonesië. Jangga Toruan telt 550 inwoners (volkstelling 2010).